# Gretha Boston
Gretha Boston (Crossett, 18 aprile 1959) è un'attrice e cantante statunitense.

## Biografia
È nota soprattutto per aver interpretato Queenie nel revival di Broadway diretto da Harold Prince del musical Show Boat con Elaine Stritch, una performance per cui ha vinto il Tony Award alla miglior attrice non protagonista in un musical e il Theatre World Award nel 1995; in seguito ha ricoperto lo stesso ruolo anche a Londra e Toronto. Nel 1999 è stata nuovamente candidata allo stesso premio per la sua interpretazione nel musical It Ain't Nothin' But The Blues.

## Filmografia

### Televisione
- Law & Order - I due volti della giustizia - serie TV, 2 episodio (2000-2001)
- Hope & Faith - serie TV, 1 episodio 2004)
- Law & Order: Criminal Intent - serie TV, 1 episodio (2004)